# Nikolovo, Ruse
Nikolovo (în bulgară Николово) este un sat în comuna Ruse, regiunea Ruse,  Bulgaria. 

## Demografie
Componența etnică a satului Nikolovo
     Bulgari (96,8%)
     Nicio identificare (2,24%)
     Altele (1,05%)
La recensământul din 2011, populația satului Nikolovo era de 2.942 locuitori. Din punct de vedere etnic, majoritatea locuitorilor (96,8%) erau bulgari. Pentru 2,24% din locuitori nu este cunoscută apartenența etnică.